# Arthur Hill, 8. Marquess of Downshire
Arthur Robin Ian Hill, 8. Marquess of Downshire (* 10. Mai 1929 in London; † 18. Dezember 2003), war ein britischer Peer und Politiker.

## Leben und Karriere
Er war der einzige Sohn von Lord Arthur Francis Hill (1895–1953), dem jüngeren Sohn des Arthur Hill, 6. Marquess of Downshire, und von dessen Gattin Ishabel MacDougall († 1961). Er wurde in Brompton Square in London geboren und am Eton College ausgebildet. Von 1948 bis 1950 leistete er seinen Wehrdienst als Second Lieutenants der Royal Scots Greys und war in Westdeutschland stationiert. Anschließend war er von 1950 bis 1955 Referendar und arbeitete für eine Diskontbank, bis er 1959 als Buchprüfer (chartered accountant) zugelassen wurde. Als solcher arbeitete er zwischen 1960 und 1963 bei Gerrard & Reid. Ab 1959 war er Fellow, ab 1962 Associate des Institute of Chartered Accountants. 1963 wechselte er in die Landwirtschaft.
Da sein Onkel Arthur Hill, 7. Marquess of Downshire unverheiratet und kinderlos war, war absehbar, dass er als Heir Presumptive dessen Adelstitel erben würde. Die Anwesen und umfangreichen Ländereien seiner Familie in Irland und Berkshire, einschließlich des Hauptsitzes Easthampstead Park, waren inzwischen vollständig verkauft worden, teils im Zuge der Irish Land Acts, teils im Zusammenhang mit der Gründung der Planstadt Bracknell. So suchte Hill nach einem neuen Anwesen als Familiensitz. Er erwarb schließlich um 1970 Clifton Castle in North Yorkshire.
Im März 1989 erbte er schließlich von seinem Onkel dessen irische und britische Adelstitel, nämlich:
- 8. Marquess of Downshire (Peerage of Ireland, 1789)
- 8. Earl of Hillsborough (Peerage of Ireland, 1751)
- 8. Earl of Hillsborough (Peerage of Great Britain, 1772)
- 9. Viscount Hillsborough (Peerage of Ireland, 1717)
- 8. Viscount Kilwarlin (Peerage of Ireland, 1751)
- 8. Viscount Fairford (Peerage of Great Britain, 1772)
- 9. Baron Hill of Kilwarlin (Peerage of Ireland, 1717)
- 8. Baron Harwich (Peerage of Great Britain, 1756)

Mit seinen britischen Titeln war auch ein erblicher Sitz im House of Lords verbunden, den er im November 1989 erstmals einnahm. Er gehörte der Fraktion der Conservative Party an. Seine Antrittsrede hielt er erst im Oktober 1994 im Rahmen einer Debatte um die jüngsten Entwicklungen in Nordirland; seine Redebeiträge im Parlament sind im Hansard verzeichnet. Durch den House of Lords Act wurden schließlich die erblichen Parlamentssitze abgeschafft, sodass der Marquess im November 1999 aus dem Parlament ausschied.

## Ehen und Nachkommen
Er war dreimal verheiratet. In erster Ehe heiratete er 1957 Juliet Weld-Forester, eine Tochter des 7. Baron Forester. Mit ihr hatte er drei Kinder:
- Nicholas Hill, 9. Marquess of Downshire (* 1959)
- Lord Anthony Ian Hill (* 1961)
- Lady Georgina Mary Hill (* 1964)

Nachdem seine erste Gattin 1986 gestorben war, heiratete er 1989 in zweiter Ehe Diana Hibbert, eine Tochter des Sir Ronald Cross, 1. Baronet. Nachdem diese 1998 gestorben war, heiratete er 2003 in dritter Ehe Tessa Prain.
Er starb am 18. Dezember 2003 im Alter von 74 Jahren. Seine Adelstitel erbte sein ältester Sohn Nicholas, der 2013 von einem entfernten Verwandten außerdem den Titel Baron Sandys erbte.